# European League of Football 2024
La temporada 2024 de la ELF es la cuarta temporada de la European League of Football, una competición de fútbol americano profesional con sede en Europa. Diecisiete equipos de nueve países diferentes participarán y competirán por el título en el Campeonato en el Veltins-Arena de Gelsenkirchen (Alemania), el 22 de septiembre de 2024.

## Formato
Los equipos se dividen en tres conferencias de 5 o 6 equipos. Cada equipo juega 12 partidos durante la temporada regular. El ganador de cada conferencia, así como los siguientes 3 mejores equipos, independientemente de la conferencia, se clasifican para los playoffs.

## Equipos
De los 17 equipos de la temporada 2023, 15 compiten en 2024, a los que se suma un nuevo equipo de expansión: Madrid Bravos. Los equipos que no regresan para la nueva temporada son los Leipzig Kings alemanes y los Helvetic Guards suizos, este último reemplazado por un nuevo equipo suizo, los Helvetic Mercenaries.

Mapa de los equipos participantes en la ELF de 2024.
Oeste (Western)
Central
Este (Eastern)

| Equipo               | Ciudad (Sede)        | Estadio(s)                      | Capacidad          | 1.ª Temporada      | Entrenador         |
| Western Conference   | Western Conference   | Western Conference              | Western Conference | Western Conference | Western Conference |
| -------------------- | -------------------- | ------------------------------- | ------------------ | ------------------ | ------------------ |
| Cologne Centurions   | Colonia              | Südstadion                      | 11.748             | 2021               | Gregg Brandon      |
| Cologne Centurions   | Aquisgrán            | New Tivoli                      | 31.026             | 2021               | Gregg Brandon      |
| Frankfurt Galaxy     | Fráncfort del Meno   | PSD Bank Arena                  | 12.542             | 2021               | Thomas Kösling     |
| Frankfurt Galaxy     | Offenbach del Meno   | Sparda-Bank-Hessen-Stadion      | 20.500             | 2021               | Thomas Kösling     |
| Hamburg Sea Devils   | Hamburgo             | Volksparkstadion                | 57.000             | 2021               | Matt Johnson       |
| Hamburg Sea Devils   | Bremen               | Wohninvest Weserstadion         | 42.100             | 2021               | Matt Johnson       |
| Hamburg Sea Devils   | Hanóver              | Heinz von Heiden Arena          | 49.200             | 2021               | Matt Johnson       |
| Hamburg Sea Devils   | Lübeck               | Stadion Lohmühle                | 17.849             | 2021               | Matt Johnson       |
| Hamburg Sea Devils   | Šibenik              | Stadion Šubićevac               | 3.412              | 2021               | Matt Johnson       |
| Paris Musketeers     | París                | Stade Jean-Bouin                | 20.000             | 2023               | Marc Mattioli      |
| Rhein Fire           | Düsseldorf/Duisburgo | Schauinsland-Reisen-Arena       | 31.514             | 2022               | Jim Tomsula        |
| Rhein Fire           | Oberhausen           | Niederrheinstadion              | 17.165             | 2022               | Jim Tomsula        |
| Madrid Bravos        | Madrid               | Estadio de Vallehermoso         | 9.000              | 2024               | Rip Scherer        |
| Central Conference   |                      |                                 |                    |                    |                    |
| Barcelona Dragons    | Badalona             | Estadi Municipal                | 4.170              | 2021               | David Shelton      |
| Helvetic Mercenaries | Kriens               | Sportzentrum Kleinfeld          | 3.500              | 2024               | Val Gunn           |
| Helvetic Mercenaries | Grenchen             | Stadion Brühl                   | 10.964             | 2024               | Val Gunn           |
| Milano Seamen        | Milán                | velódromo Maspes-Vigorelli      | 7.500              | 2023               | Jim Ward           |
| Munich Ravens        | Unterhaching         | Uhlsport Park                   | 15.053             | 2023               | Kendral Ellison    |
| Munich Ravens        | Núremberg            | Max-Morlock-Stadion             | 50.000             | 2023               | Kendral Ellison    |
| Raiders Tirol        | Innsbruck            | Tivoli Stadion Tirol            | 16.008             | 2022               | Jim Herrmann       |
| Stuttgart Surge      | Stuttgart            | Gazi-Stadion auf der Waldau     | 11.410             | 2021               | Jordan Neuman      |
| Stuttgart Surge      | Reutlingen           | Stadion an der Kreuzeiche       | 15.228             | 2021               | Jordan Neuman      |
| Stuttgart Surge      | Sinsheim             | PreZero Arena                   | 30.150             | 2021               | Jordan Neuman      |
| Eastern Conference   |                      |                                 |                    |                    |                    |
| Berlin Thunder       | Berlín               | Friedrich-Ludwig-Jahn-Sportpark | 19.708             | 2021               | Johnny Schmuck     |
| Fehérvár Enthroners  | Székesfehérvár       | First Field                     | 3.500              | 2023               | Joseph Ashfield    |
| Panthers Wrocław     | Breslavia            | Stadion Olimpijski              | 11.000             | 2021               | Dave Christensen   |
| Panthers Wrocław     | Breslavia            | Tarczyński Arena                | 45.105             | 2021               | Dave Christensen   |
| Prague Lions         | Praga                | eFotbal Arena                   | 5.037              | 2023               | Dan Disch          |
| Vienna Vikings       | Viena                | Generali Arena Vienna           | 17.500             | 2022               | Chris Calaycay     |
| Vienna Vikings       | Wiener Neustadt      | Wiener Neustadt Arena           | 4.000              | 2022               | Chris Calaycay     |

## Temporada regular

### Cronograma
El calendario de la temporada 2024 se publicó el 16 de enero de 2024 sin horarios ni lugares específicos.

#### Semana 1
| Fecha (CEST)       | Conf.     | Local                                             | Resultado                                         | Visitante                                         | Estadio                                           | Espectadores                                      | TV(s)                                             | Ref.                                              |                                                   |
| ------------------ | --------- | ------------------------------------------------- | ------------------------------------------------- | ------------------------------------------------- | ------------------------------------------------- | ------------------------------------------------- | ------------------------------------------------- | ------------------------------------------------- | ------------------------------------------------- |
| Sábado 25 de mayo  | Eastern   | Féhervár Enthroners                               | 18 – 43                                           | Vienna Vikings                                    | First Field                                       | 1.500                                             |                                                   | [ 6 ] [ 7 ]                                       |                                                   |
| Sábado 25 de mayo  | Central   | Helvetic Mercenaries                              | 19 – 23                                           | Barcelona Dragons                                 | Stadion Brühl                                     | 1.250                                             |                                                   | [ 8 ] [ 6 ]                                       |                                                   |
| Sábado 25 de mayo  | Central   | Milano Seamen                                     | 00 – 32                                           | Raiders Tirol                                     | Velódromo Vigorelli                               | 1.300                                             |                                                   | [ 6 ] [ 7 ]                                       |                                                   |
| Domingo 26 de mayo | Eastern   | Panthers Wrocław                                  | 49 – 39                                           | Berlin Thunder                                    | Tarczyński Arena                                  | 15.128                                            |                                                   | [ 9 ] [ 6 ]                                       |                                                   |
| Domingo 26 de mayo | Western   | Cologne Centurions                                | 12 – 42                                           | Rhein Fire                                        | New Tivoli                                        | 8.558                                             |                                                   | [ 10 ] [ 6 ]                                      |                                                   |
| Domingo 26 de mayo | IC        | Prague Lions                                      | 21 – 31                                           | Hamburg Sea Devils                                | FK Viktoria Stadion                               | 1.075                                             |                                                   | [ 11 ] [ 6 ]                                      |                                                   |
| Domingo 26 de mayo | Central   | Stuttgart Surge                                   | 27 – 5                                            | Munich Ravens                                     | PreZero Arena                                     | 8.432                                             |                                                   | [ 6 ]                                             |                                                   |
| Descansan          | Descansan | Frankfurt Galaxy, Madrid Bravos, Paris Musketeers | Frankfurt Galaxy, Madrid Bravos, Paris Musketeers | Frankfurt Galaxy, Madrid Bravos, Paris Musketeers | Frankfurt Galaxy, Madrid Bravos, Paris Musketeers | Frankfurt Galaxy, Madrid Bravos, Paris Musketeers | Frankfurt Galaxy, Madrid Bravos, Paris Musketeers | Frankfurt Galaxy, Madrid Bravos, Paris Musketeers | Frankfurt Galaxy, Madrid Bravos, Paris Musketeers |

#### Semana 2
| Fecha (CEST)       | Conf.    | Local                | Resultado            | Visitante            | Estadio                    | Espectadores         | TV(s)                | Ref.                 |                      |
| ------------------ | -------- | -------------------- | -------------------- | -------------------- | -------------------------- | -------------------- | -------------------- | -------------------- | -------------------- |
| Sábado 1 de junio  | IC       | Panthers Wrocław     | 34 – 44              | Stuttgart Surge      | Estadio Olímpico           |                      |                      |                      |                      |
| Sábado 1 de junio  | IC       | Vienna Vikings       | 27 – 6               | Raiders Tirol        | Generali-Arena             | 10.919               |                      |                      |                      |
| Sábado 1 de junio  | Central  | Milano Seamen        | 7 – 47               | Munich Ravens        | Velódromo Vigorelli        | 650                  |                      |                      |                      |
| Sábado 1 de junio  | IC       | Madrid Bravos        | 42 – 12              | Barcelona Dragons    | Estadio de Vallehermoso    | 2.071                | LaLiga+              | [ 12 ]               |                      |
| Domingo 2 de junio | Eastern  | Berlin Thunder       | 48 – 17              | Prague Lions         | Jahn-Sportpark             | 3.758                |                      |                      |                      |
| Domingo 2 de junio | Western  | Hamburg Sea Devils   | 14 – 41              | Paris Musketeers     | Wohninvest Weserstadion    | 13.834               |                      |                      |                      |
| Domingo 2 de junio | Western  | Frankfurt Galaxy     | 20 – 31              | Rhein Fire           | Sparda-Bank-Hessen-Stadion | 13.586               |                      |                      |                      |
| Domingo 2 de junio | IC       | Cologne Centurions   | 35 – 10              | Féhervár Enthroners  | New Tivoli                 | 1.608                |                      |                      |                      |
| Descansa           | Descansa | Helvetic Mercenaries | Helvetic Mercenaries | Helvetic Mercenaries | Helvetic Mercenaries       | Helvetic Mercenaries | Helvetic Mercenaries | Helvetic Mercenaries | Helvetic Mercenaries |

#### Semana 3
| Fecha (CEST)       | Conf.    | Local                                                   | Resultado                                               | Visitante                                               | Estadio                                                 | Espectadores                                            | TV(s)                                                   | Ref.                                                    |                                                         |
| ------------------ | -------- | ------------------------------------------------------- | ------------------------------------------------------- | ------------------------------------------------------- | ------------------------------------------------------- | ------------------------------------------------------- | ------------------------------------------------------- | ------------------------------------------------------- | ------------------------------------------------------- |
| Sábado 8 de junio  | Western  | Rhein Fire                                              | 10 – 22                                                 | Madrid Bravos                                           | Niederrheinstadion                                      | 8.146                                                   |                                                         |                                                         |                                                         |
| Sábado 8 de junio  | Central  | Barcelona Dragons                                       | 7 – 63                                                  | Raiders Tirol                                           | Estadi Municipal                                        | 1.122                                                   |                                                         |                                                         |                                                         |
| Sábado 8 de junio  | Central  | Milano Seamen                                           | 14 – 7                                                  | Helvetic Mercenaries                                    | Velódromo Vigorelli                                     | 1.000                                                   |                                                         |                                                         |                                                         |
| Domingo 9 de junio | Western  | Paris Musketeers                                        | 25 – 22                                                 | Frankfurt Galaxy                                        | Estadio Jean-Bouin                                      | 4.523                                                   |                                                         |                                                         |                                                         |
| Domingo 9 de junio | Eastern  | Berlin Thunder                                          | 43 – 3                                                  | Féhervár Enthroners                                     | Jahn-Sportpark                                          | 3.038                                                   |                                                         |                                                         |                                                         |
| Domingo 9 de junio | Eastern  | Panthers Wrocław                                        | 13 – 16                                                 | Vienna Vikings                                          | Estadio Olímpico                                        | 4.658                                                   |                                                         |                                                         |                                                         |
| Domingo 9 de junio | IC       | Munich Ravens                                           | 51 – 7                                                  | Prague Lions                                            | Alpenbauer Sportpark                                    | 3.944                                                   |                                                         |                                                         |                                                         |
| Descansa           | Descansa | Cologne Centurions, Hamburg Sea Devils, Stuttgart Surge | Cologne Centurions, Hamburg Sea Devils, Stuttgart Surge | Cologne Centurions, Hamburg Sea Devils, Stuttgart Surge | Cologne Centurions, Hamburg Sea Devils, Stuttgart Surge | Cologne Centurions, Hamburg Sea Devils, Stuttgart Surge | Cologne Centurions, Hamburg Sea Devils, Stuttgart Surge | Cologne Centurions, Hamburg Sea Devils, Stuttgart Surge | Cologne Centurions, Hamburg Sea Devils, Stuttgart Surge |

#### Semana 4
| Fecha (CEST)        | Conf.    | Local               | Resultado           | Visitante            | Estadio                   | Espectadores        | TV(s)               | Ref.                |                     |
| ------------------- | -------- | ------------------- | ------------------- | -------------------- | ------------------------- | ------------------- | ------------------- | ------------------- | ------------------- |
| Sábado 15 de junio  | Western  | Paris Musketeers    | 14 – 19             | Rhein Fire           | Estadio Jean-Bouin        | 3.000               |                     |                     |                     |
| Sábado 15 de junio  | Western  | Cologne Centurions  | 24 – 35             | Madrid Bravos        | New Tivoli                | 1.798               |                     |                     |                     |
| Sábado 15 de junio  | Eastern  | Vienna Vikings      | 25 – 20             | Berlin Thunder       | Generali-Arena            | 9.014               |                     |                     |                     |
| Sábado 15 de junio  | Central  | Barcelona Dragons   | 14 – 12             | Helvetic Mercenaries | Estadi Municipal          | 500                 |                     |                     |                     |
| Domingo 16 de junio | IC       | Frankfurt Galaxy    | 20 – 10             | Panthers Wrocław     | PSD Bank Arena            | 5.297               |                     |                     |                     |
| Domingo 16 de junio | Central  | Stuttgart Surge     | 55 – 9              | Milano Seamen        | Stadion an der Kreuzeiche | 2.970               |                     |                     |                     |
| Domingo 16 de junio | Central  | Raiders Tirol       | 29 – 26             | Munich Ravens        | Tivoli Stadion Tirol      | 4.011               |                     |                     |                     |
| Domingo 16 de junio | IC       | Hamburg Sea Devils  | 27 – 17             | Prague Lions         | Stadion Lohmühle          | 3.104               |                     |                     |                     |
| Descansa            | Descansa | Féhervár Enthroners | Féhervár Enthroners | Féhervár Enthroners  | Féhervár Enthroners       | Féhervár Enthroners | Féhervár Enthroners | Féhervár Enthroners | Féhervár Enthroners |

## Play-offs
Los partidos eliminatorios de promoción se jugarán el 31 de agosto y 1 de septiembre, las semifinales el 7 y 8 de septiembre y la final se celebrará el 22 de septiembre de 2024 en Gelsenkirchen, Alemania.
|  | Eliminatoria | Eliminatoria     | Eliminatoria   |                  |     | Semifinales     | Semifinales | Semifinales |  |     | Final          | Final | Final |  |
|  |              |                  |                |                  |     |                 |             |             |  |     |                |       |       |  |
|  |              |                  |                |                  |     |                 |             |             |  |     |                |       |       |  |
|  |              |                  |                |                  |     |                 |             |             |  |     |                |       |       |  |
|  |              |                  |                |                  |     |                 |             |             |  |     |                |       |       |  |
|  |              |                  |                |                  |     |                 |             |             |  |     |                |       |       |  |
|  |              | 1.º              | Vienna Vikings | 47               |     |                 |             |             |  |     |                |       |       |  |
|  |              |                  |                | 47               |     |                 |             |             |  |     |                |       |       |  |
|  |              |                  | 4.º            | Paris Musketeers | 31  |                 |             |             |  |     |                |       |       |  |
|  | 4.º          | Paris Musketeers | 4.º            | Paris Musketeers | 31  | 40              |             |             |  |     |                |       |       |  |
|  | 4.º          | Paris Musketeers |                |                  |     |                 |             |             |  |     |                |       |       |  |
|  | 5.º          | Munich Ravens    | 37             |                  |     |                 |             |             |  |     |                |       |       |  |
|  | 5.º          | Munich Ravens    | 37             |                  |     |                 |             |             |  | 1.º | Vienna Vikings | 20    |       |  |
|  |              |                  |                |                  |     |                 |             |             |  | 1.º | Vienna Vikings | 20    |       |  |
|  |              |                  | 3.º            | Rhein Fire       | 51  |                 |             |             |  |     |                |       |       |  |
|  | 3.º          | Rhein Fire       | 3.º            | Rhein Fire       | 51  | 40              |             |             |  |     |                |       |       |  |
|  | 3.º          | Rhein Fire       |                |                  |     |                 |             |             |  |     |                |       |       |  |
|  | 6.º          | Madrid Bravos    | 10             |                  |     |                 |             |             |  |     |                |       |       |  |
|  | 6.º          | Madrid Bravos    | 10             |                  | 2.º | Stuttgart Surge | 23          |             |  |     |                |       |       |  |
|  |              |                  |                |                  | 2.º | Stuttgart Surge | 23          |             |  |     |                |       |       |  |
|  |              |                  | 3.º            | Rhein Fire       | 29  |                 |             |             |  |     |                |       |       |  |
|  |              |                  | 3.º            | Rhein Fire       | 29  |                 |             |             |  |     |                |       |       |  |
|  |              |                  |                |                  |     |                 |             |             |  |     |                |       |       |  |
|  |              |                  |                |                  |     |                 |             |             |  |     |                |       |       |  |
|  |              |                  |                |                  |     |                 |             |             |  |     |                |       |       |  |
|  |              |                  |                |                  |     |                 |             |             |  |     |                |       |       |  |

## Radiodifusión
Ciertos partidos están disponibles en televisión gratuita en la mayoría de los países participantes. Para el mercado austriaco y alemán, el principal socio de retransmisión de la liga es ProSiebenSat.1 Media . En Alemania, ProSieben MAXX y su servicio de streaming online ran.de retransmiten los partidos los sábados y domingos. Todos los juegos también están disponibles en todo el mundo en ELF Gamepass .
| Región(es)                 | Radiodifusor(es)                            |
| -------------------------- | ------------------------------------------- |
| Internacional              | ELF Gamepass                                |
| Alemania · Austria · Suiza | ProSieben Maxx ranSport More Than Sports TV |
| Francia                    | beIN Deportes                               |